# Schwarzkäfer

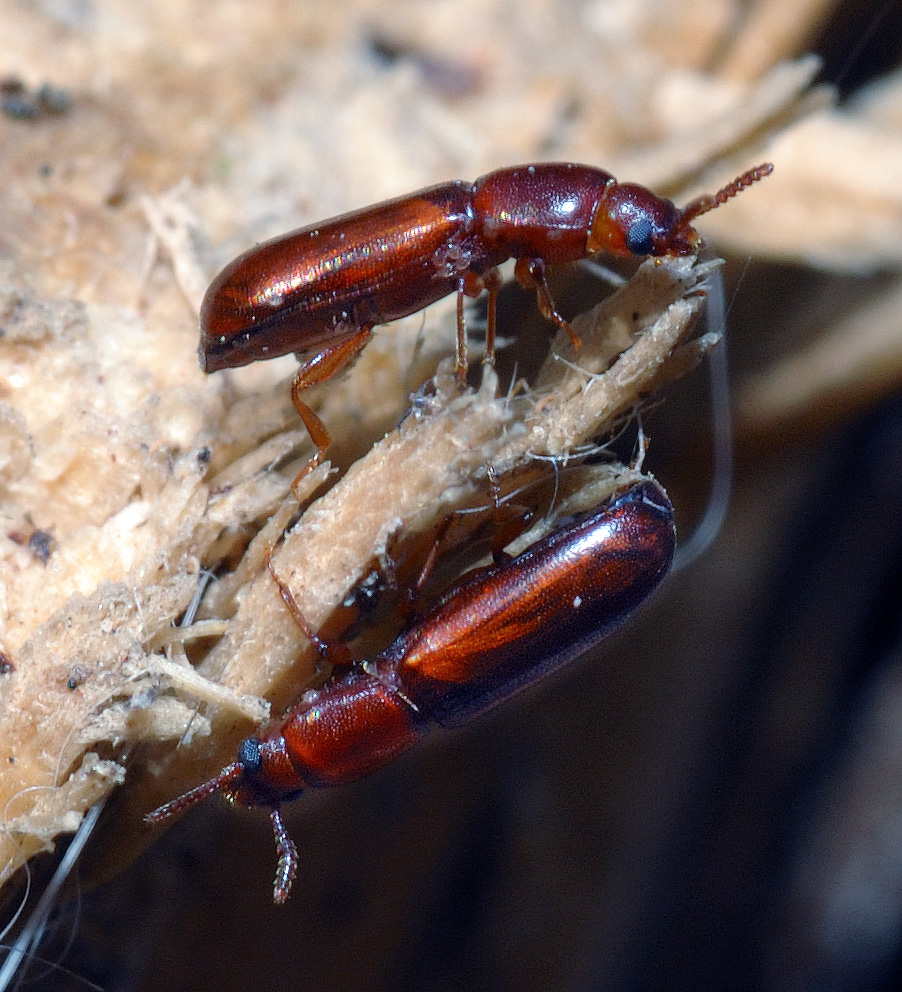
Corticeus unicolor

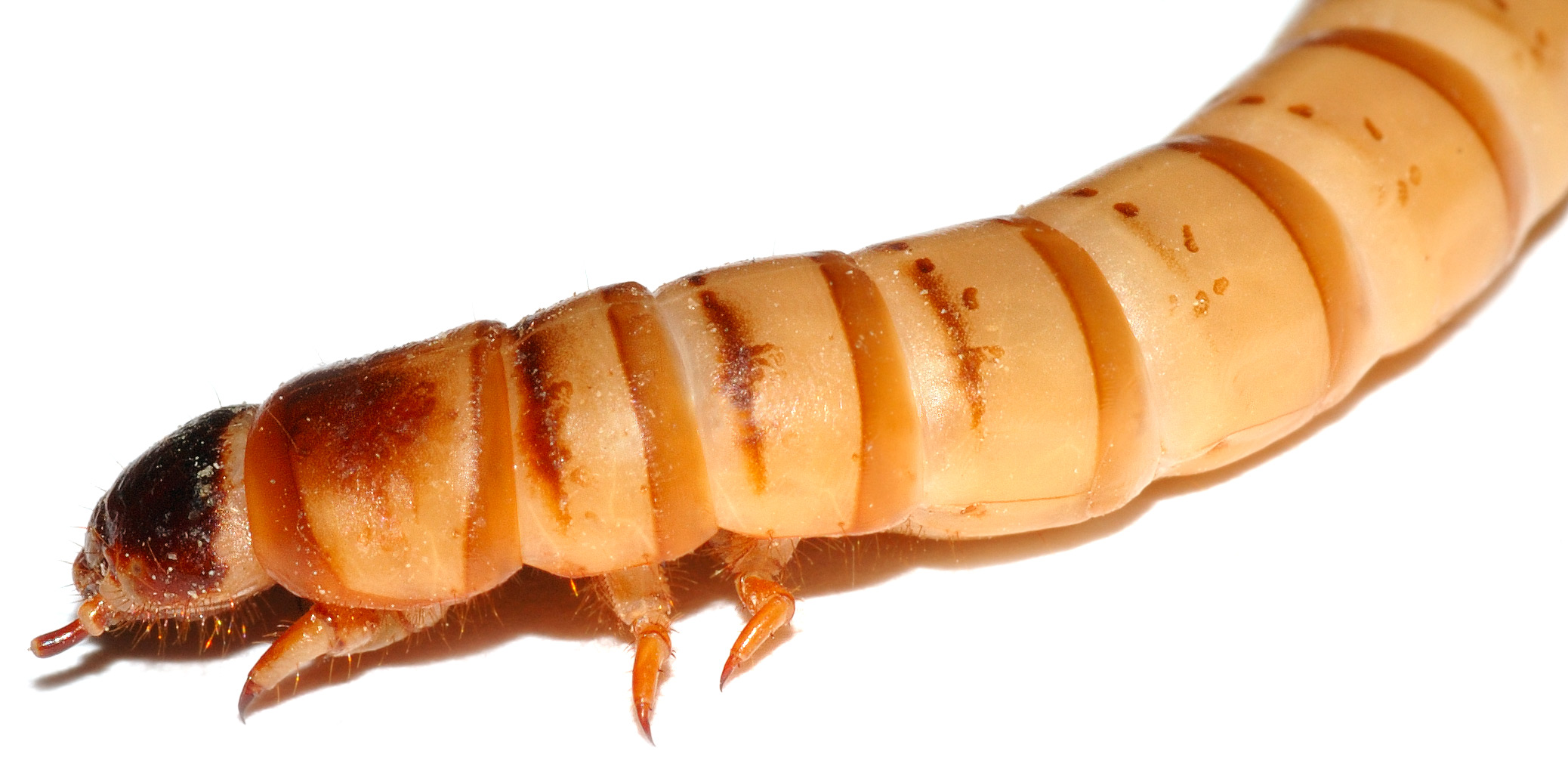
Larve des Großen Schwarzkäfers (Zophobas morio)

Die Schwarz- oder Dunkelkäfer (Tenebrionidae) sind eine Familie der Käfer (Coleoptera). Weltweit gehören sie mit ca. 20.000 Arten zu den größten Käferfamilien. In Europa kommen fast 1.800 Arten und Unterarten vor, in Mitteleuropa sind es dagegen lediglich etwa 70 Arten.

## Merkmale

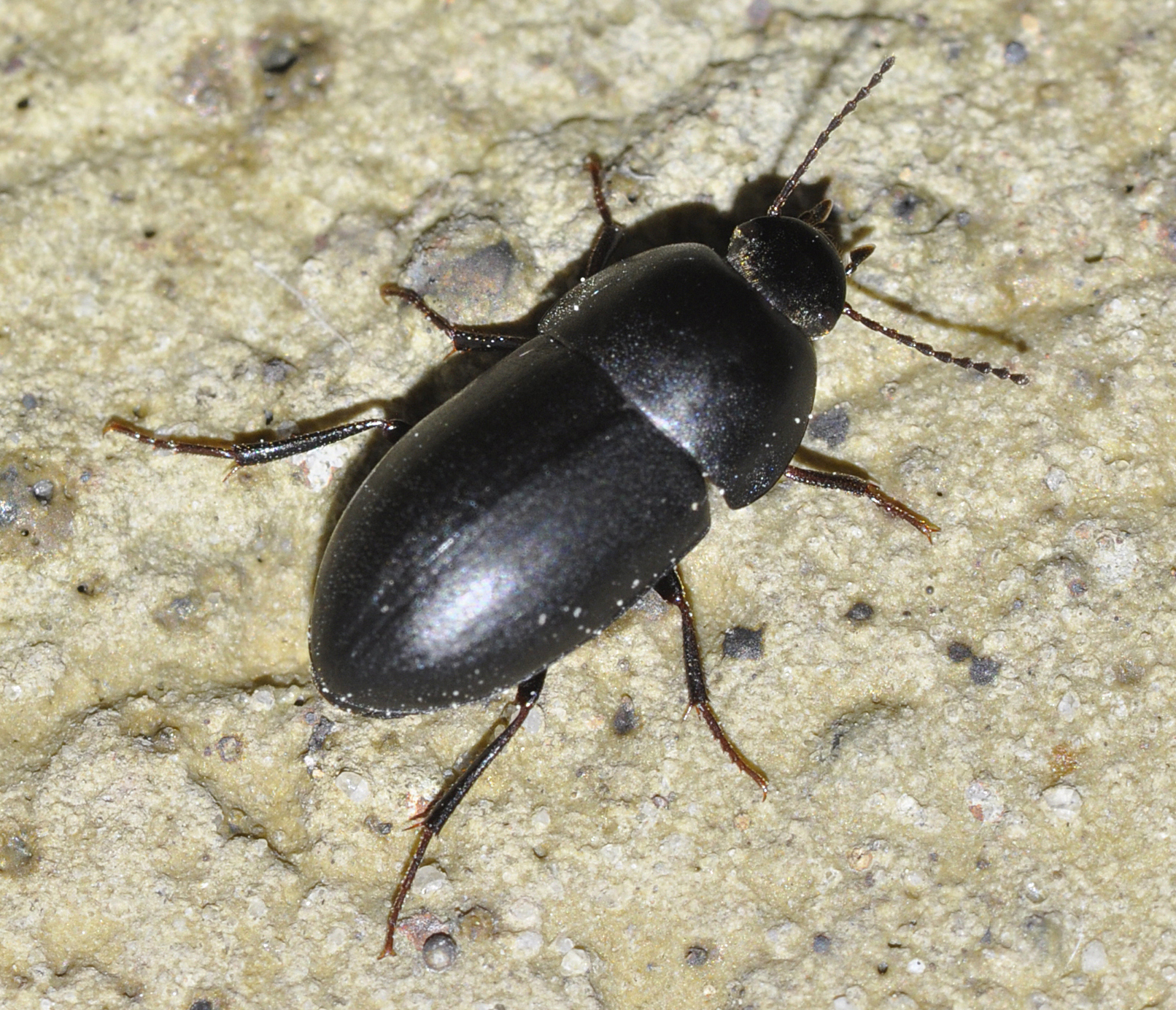
Crypticus quisquilius

Die Käfer werden 1 bis 50 Millimeter lang und sind in ihrem Körperbau sehr vielgestaltig. Viele Arten ähneln äußerlich Vertretern aus praktisch allen übrigen Käferfamilien. Ihre Körperform reicht von rundlich oval bis langgestreckt und von flach bis kugelig. Sie sind meist komplett schwarz, schwarzbraun oder rostig gelb bis braun gefärbt. Bei vielen Arten ist der Körper mit Punkten strukturiert. Der Halsschild ist in der Regel so breit wie der angrenzende Teil der Deckflügel und hat eine gerundete Seite. Manche Arten haben darauf auffällige Strukturen. Die Deckflügel sind oft strukturiert, bei einigen Arten sind sie auch an der Flügeldeckennaht zusammengewachsen. Bei diesen ist das zweite Flügelpaar zurückgebildet. Ihre Fühler haben 11 Glieder und sind überwiegend fadenförmig, es gibt aber auch solche, die am Ende mehr oder weniger stark keulenförmig verbreitert sind. Die Basis (Einlenkung) der Fühler wird von den Wangen in Form von vorstehenden Leisten überdeckt. Die langen Beine der Käfer haben vorne und in der Mitte fünf Tarsen, hinten nur vier.
Eine Reihe von Arten besitzt Wehrdrüsen am Hinterleibsende (Pygidialdrüsen) und manche zusätzlich auch am Thorax. Damit können sie übelriechende Wehrsekrete abgeben, die vor Fressfeinden schützen sollen. Auch können manche Sexual- und Aggregationspheromone aussondern.
Die Larven haben einen langgestreckten, im Querschnitt runden, relativ stark chitinisierten Körper und sind gelbbraun gefärbt. Wie die bekannten „Mehlwürmer“ sehen sie den Drahtwürmern (Larven der Schnellkäfer) ähnlich.

## Vorkommen

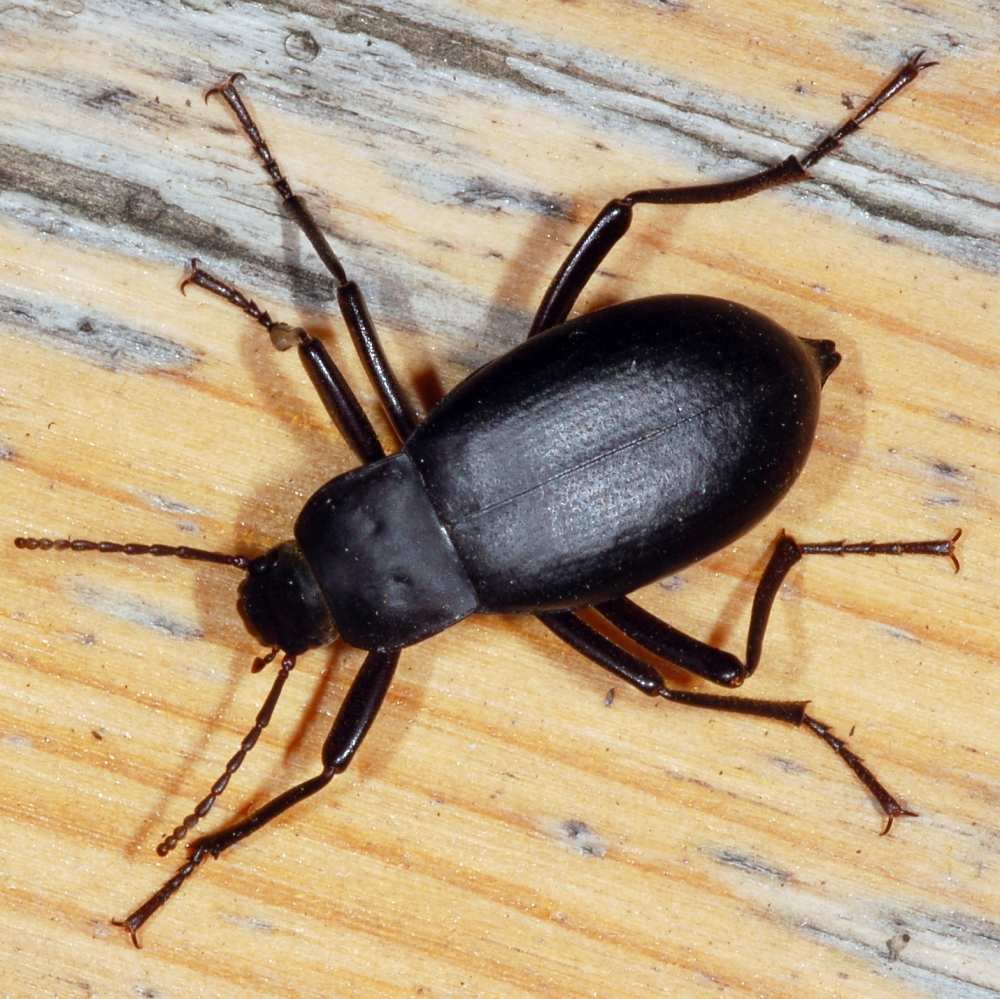
Großer Totenkäfer
Blaps mortisaga

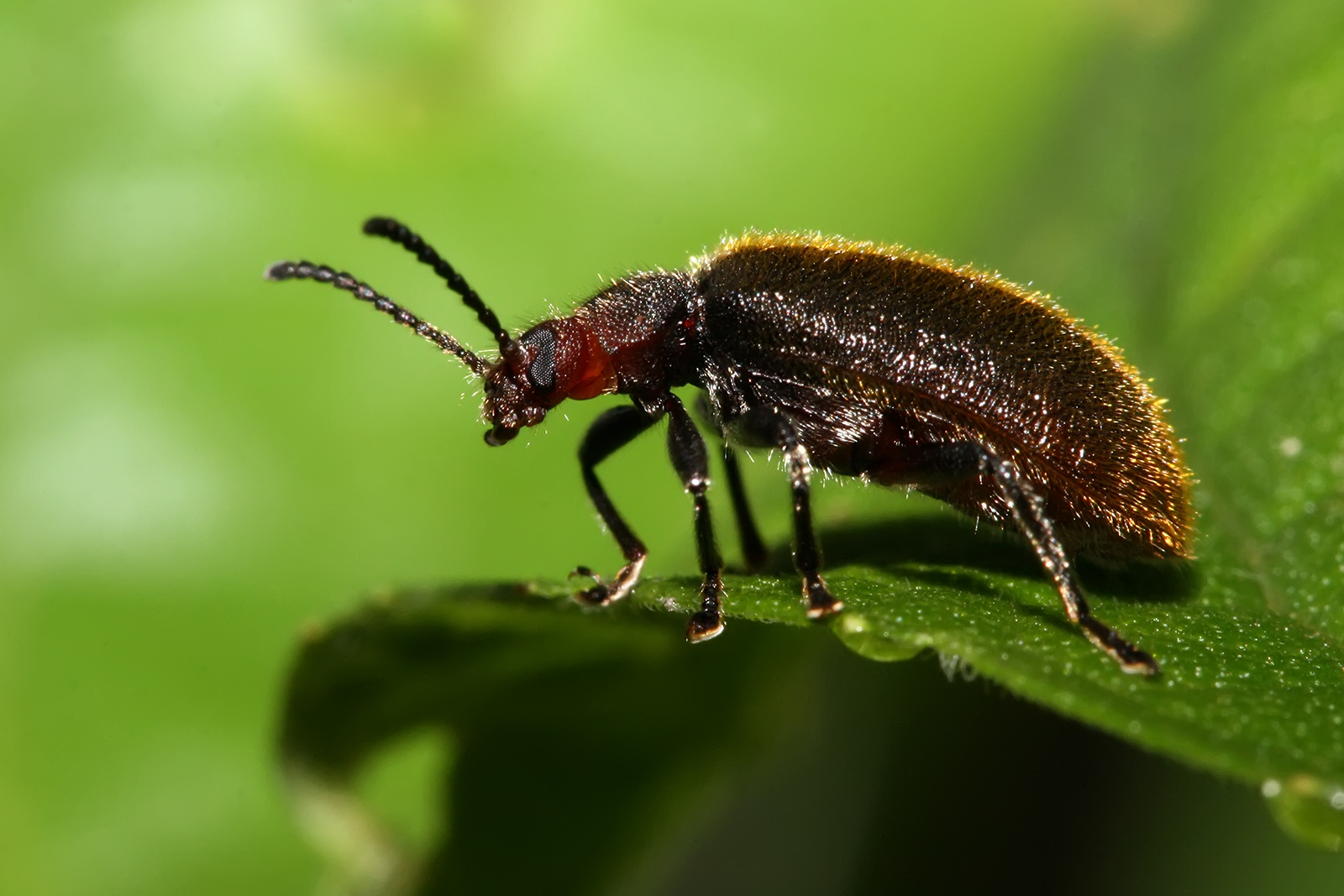
Schwarzkäfer aus der Unterfamilie der Wollkäfer (Lagriinae)

Schwarzkäfer kommen in vielen verschiedenen Biotopen vor, sie bevorzugen aber warme Lebensräume. Viele Arten kommen in Wüsten- und Steppengebieten vor, wo sie zu den typischen Bewohnern sandiger Gegenden zählen. Andere Arten leben in oder an Baumpilzen, Totholz, Mulm, Rinde, Stroh, Heu, Laub, Vogel- und Säugetiernestern und sind auch als Kulturfolger in der Nähe des Menschen in Lagern, Wohnungen, Kellern und Ställen zu finden. Dabei leben manche Arten gesellschaftlich zusammen.

## Lebensweise
Die meisten Käfer und Larven sind Pflanzen- oder Allesfresser. Sie ernähren sich in erster Linie von faulenden oder morschen Pflanzenteilen, aber auch von Samen, Pilzen, toten Insekten usw. Einige Arten sind gefürchtete Schädlinge an verschiedensten Vorräten des Menschen. Bekanntestes Beispiel dafür ist der Mehlkäfer (Tenebrio molitor). Viele Arten spielen eine ökologisch wichtige Rolle beim Abbau von pflanzlichen Abfällen.
Die meisten Arten sind dämmerungs- oder nachtaktiv. Tagsüber können sie sich in heißem Wüstensand eingraben oder hochbeinig mit weit vom Boden abgehobenem Körper schnell über den Wüstenboden laufen.

## Systematik (Auswahl)
- Unterfamilie Alleculinae
  -     - Schwefelkäfer (Cteniopus sulphureus)
    - Pseudocistela ceramboides
- Unterfamilie Diaperinae
  -     - Platydema europaeum
    - Corticeus unicolor
    - Crypticus quisquilius
    - Gelbbindiger Schwarzkäfer (Diaperis boleti)
- Unterfamilie Tenebrioninae
  -     - Glänzendschwarzer Getreideschimmelkäfer (Alphitobius diaperinus)
    - Stumpfschwarzer Getreideschimmelkäfer (Alphitobius laevigatus)
    - Dendarus coarcticollis
    - Gemeiner Staubkäfer (Opatrum sabulosum)
    - Opatrum riparium
    - Großer Totenkäfer (Blaps mortisaga)
    - Gnaptor spinimanus
    - Melanimon tibiale
    - Menephilus cylindricus
    - Nalassus laevioctostriatus
    - Stenomax aeneus
    - Mehlkäfer (Tenebrio molitor)
    - Großer Faulholz-Schwarzkäfer (Uloma culinaris)
    - Kleiner Faulholz-Schwarzkäfer (Uloma rufa)
    - Großer Schwarzkäfer (Zophobas morio)
    - Bolitophagus reticulatus

  - Phaleria
    - Phaleria acuminata
    - Phaleria atlantica
    - Phaleria bimaculata
    - Phaleria cadaverina
    - Phaleria ciliata
    - Phaleria insulana
    - Phaleria ornata
    - Phaleria provincialis
    - Phaleria reveillierei

  - Scaurus
    - Scaurus aegyptiacus
    - Scaurus atratus
    - Scaurus punctatus
    - Scaurus puncticollis
    - Scaurus rugulosus
    - Scaurus striatus
    - Scaurus tingitanus
    - Scaurus tristis
    - Scaurus uncinus
    - Scaurus vicinus

- Unterfamilie Pimeliinae
  -     - Akis elongata
    - Erodius siculus
    - Tentyria rotundata
- Unterfamilie Phrenapatinae
  -     - Clamoris crenata
- Unterfamilie Wollkäfer (Lagriinae)
  -     - Lagria atripes
    - Gemeiner Wollkäfer (Lagria hirta)

## Fossile Belege
Der älteste bekannte Fund eines Schwarzkäfers stammt aus den Braunkohlelagen des Geiseltals, die dem Mittleren Eozän (vor gut 40 Millionen Jahren) angehören. Etwa gleichaltrig sind die in Baltischem Bernstein gefundenen Vertreter aus mindestens 10 Gattungen dieser Familie. Auch aus dem jüngeren Dominikanischen Bernstein ist die Familie bekannt.

## Diverse Schwarzkäfer

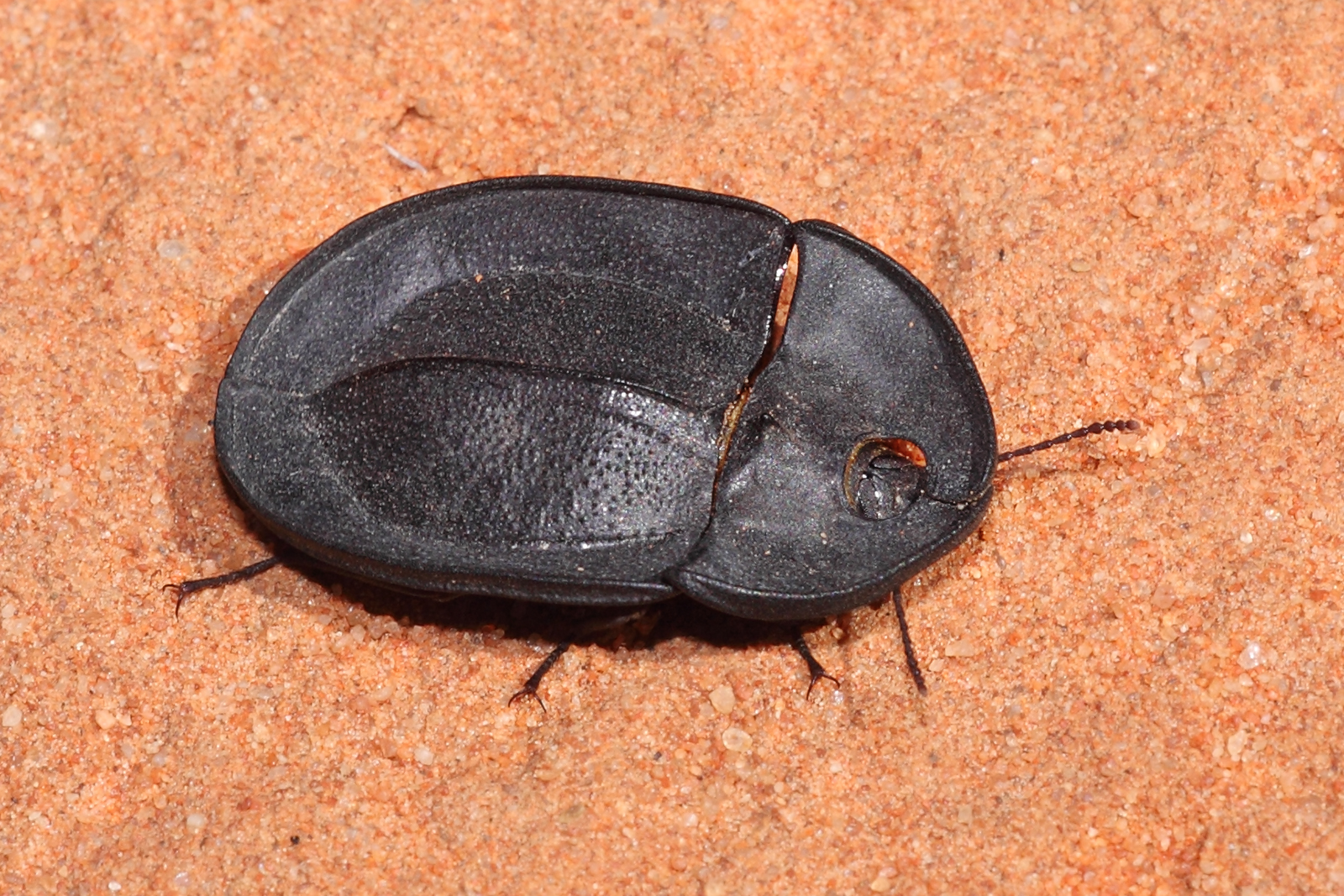
Helea scaphiformis
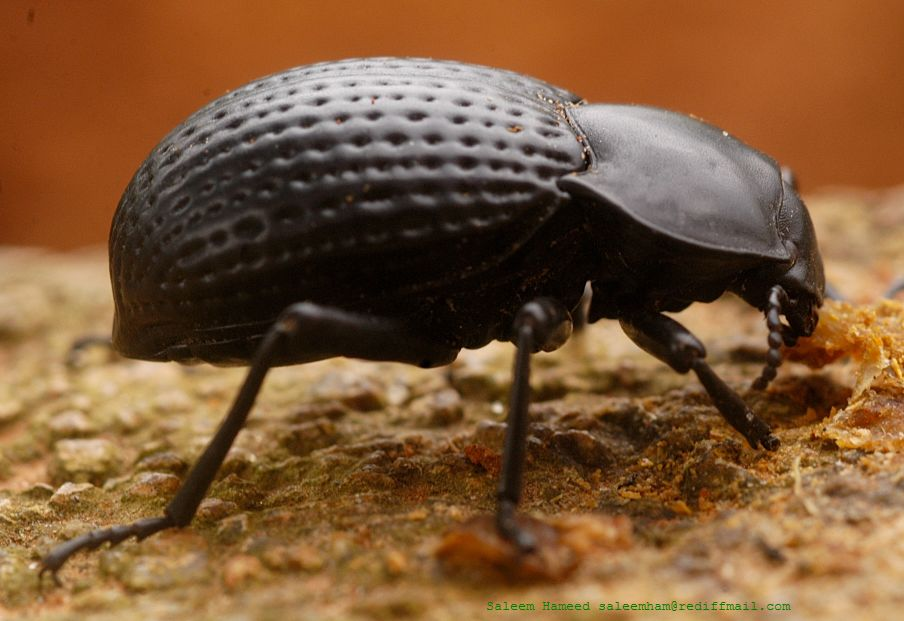
Platynotus excavatus
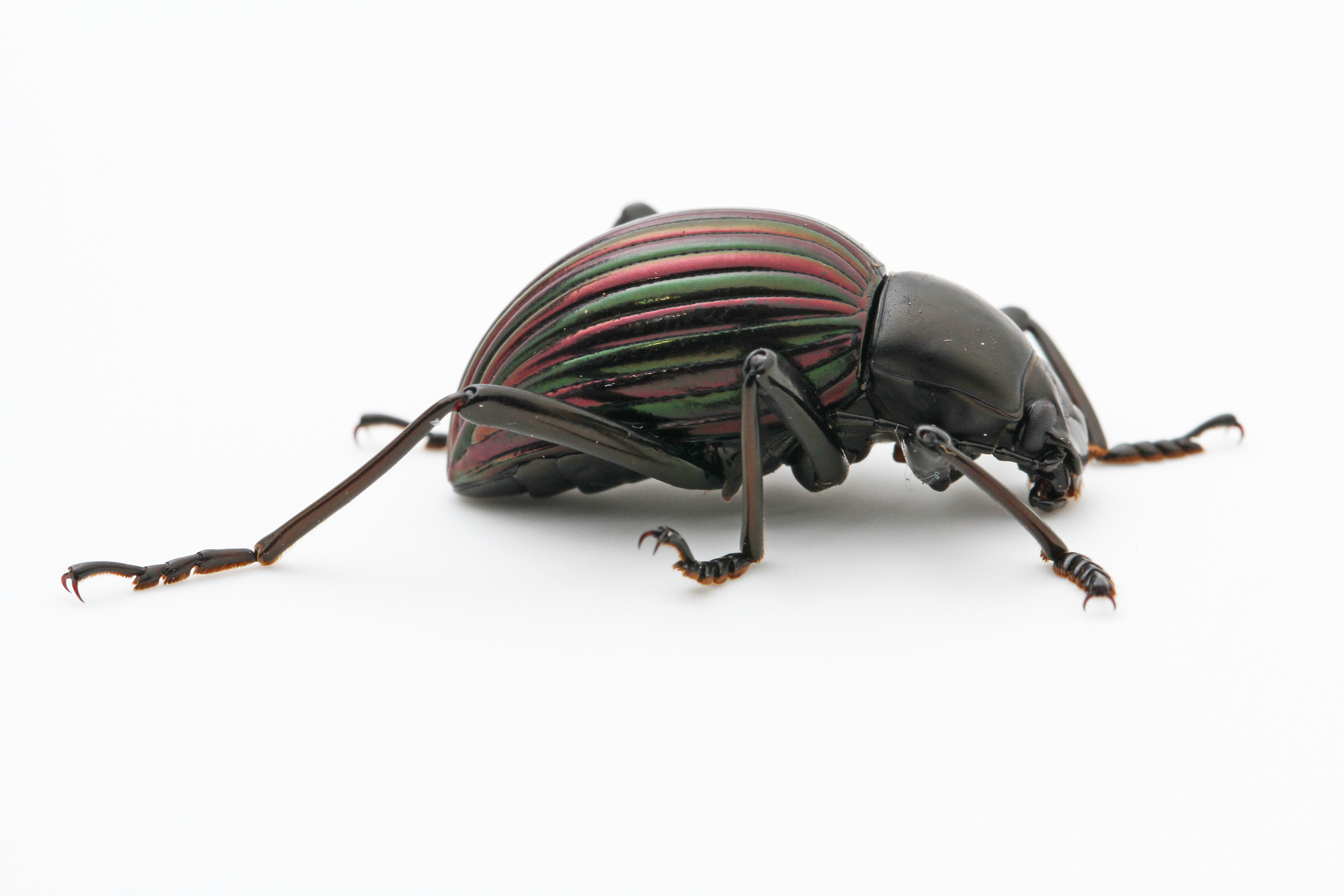
Hegemona
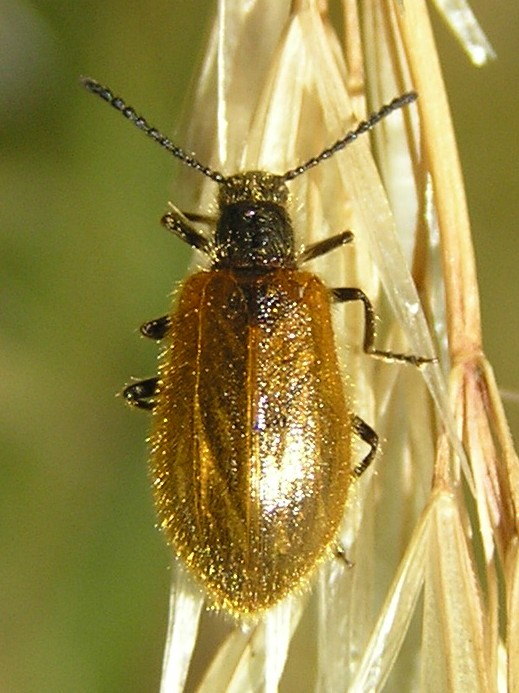
Gemeiner Wollkäfer Lagria pubescens
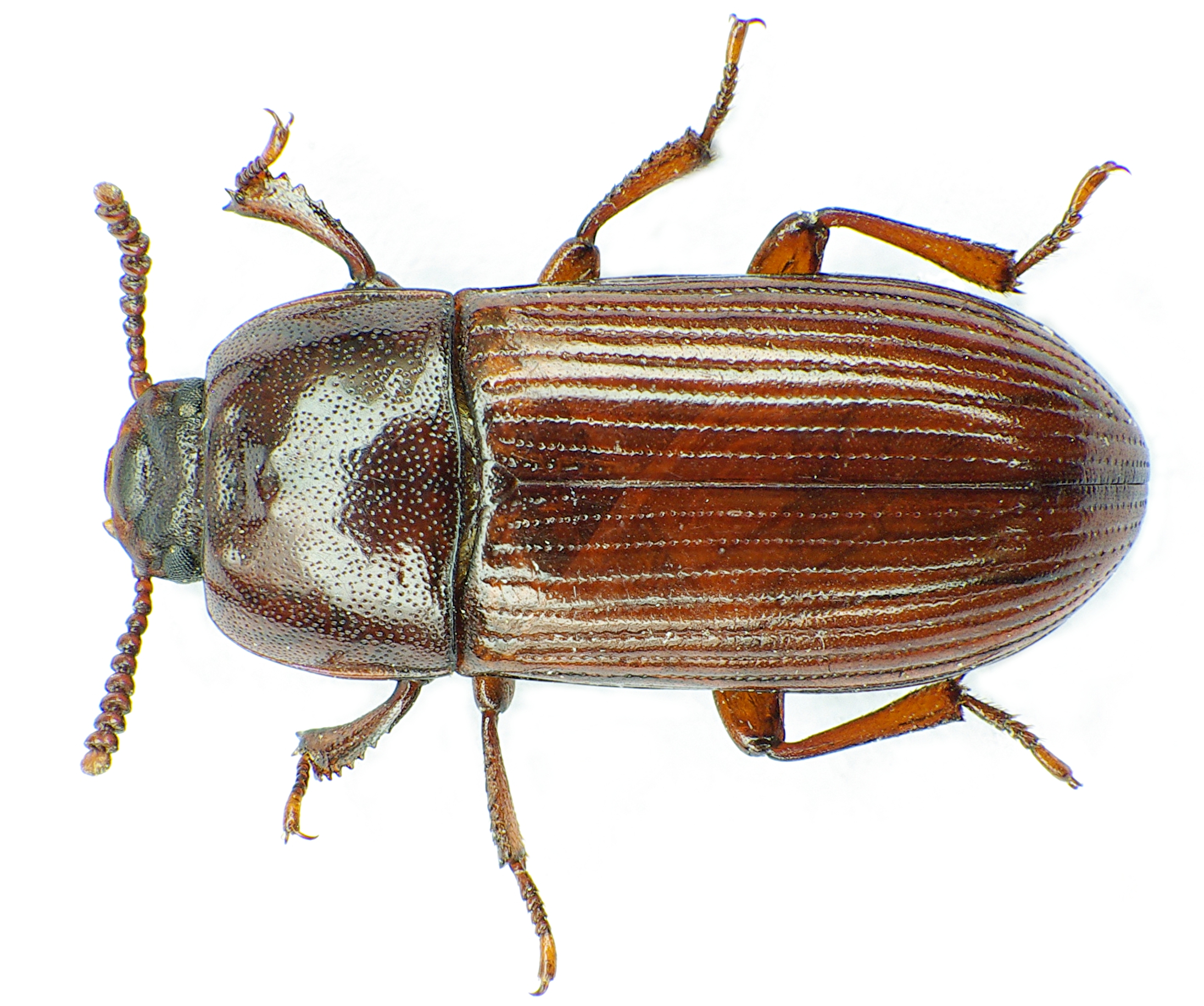
Großer Faulholz-Schwarzkäfer Uloma culinaris
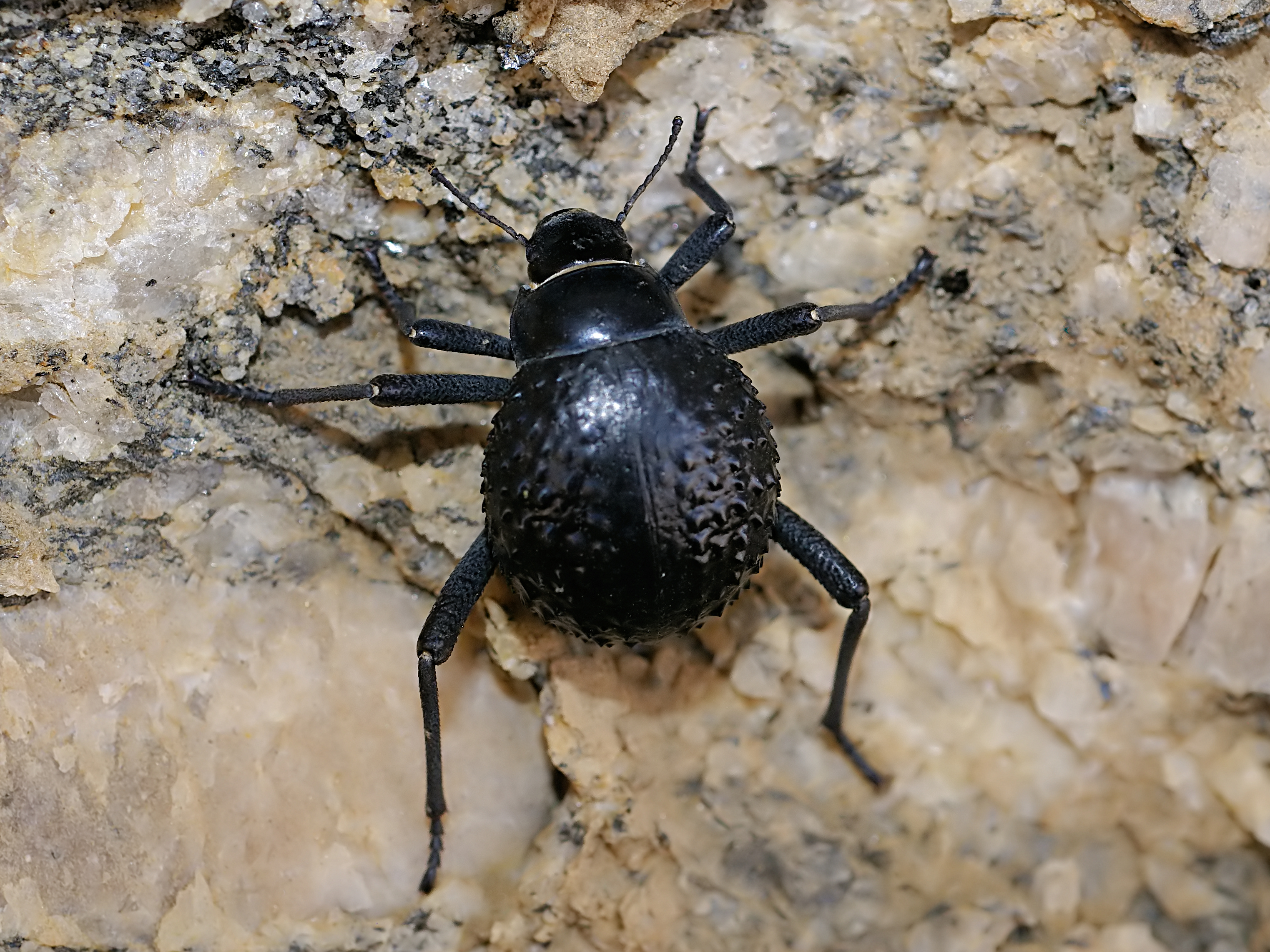
Stenocara dentata
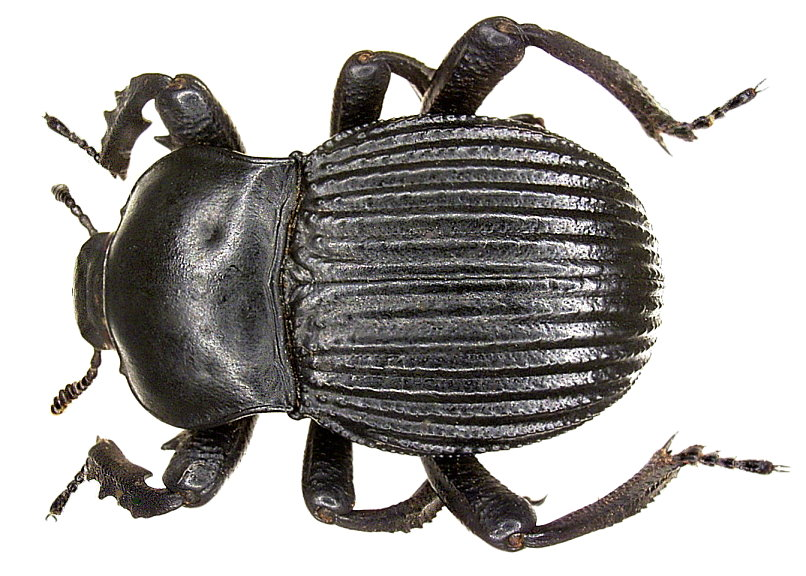
Gonopus tibialis
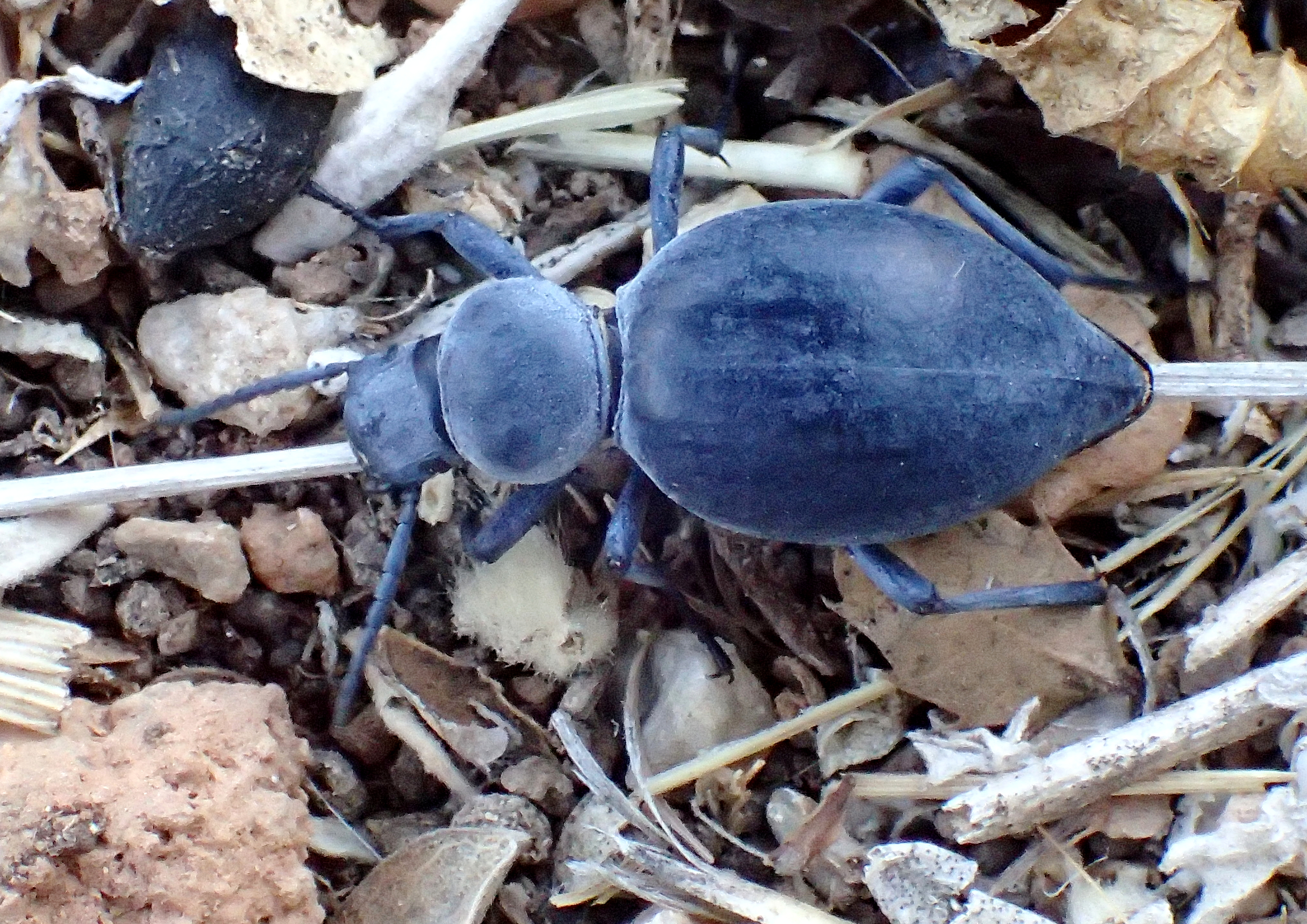
Tentyria rotundata

## Nutzung durch den Menschen

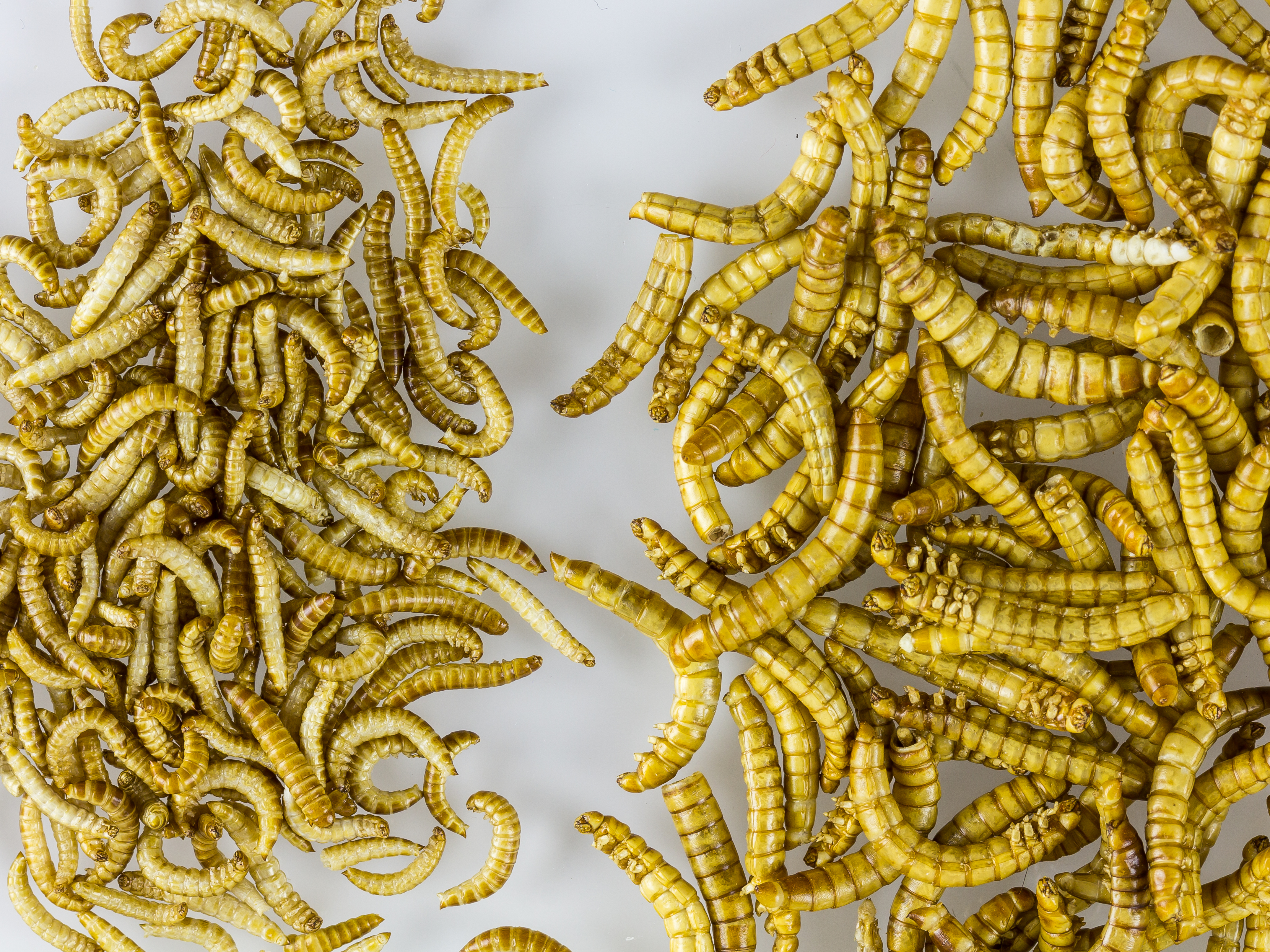
Gefriergetrocknete Mehlwürmer (rechts) und Buffalowürmer als Lebensmittel

Einige Arten, im Besonderen Mehlkäfer, Glänzendschwarzer Getreideschimmelkäfer und Großer Schwarzkäfer, werden kommerziell gezüchtet. Vorwiegend im Larvenstadium finden sie Verwendung als protein- und fettreiches Lebendfutter für Heimtiere, als Speiseinsekten sowie als Köder beim Sportfischen.